# لونپون-سور-اورژ
لونپون-سور-اورژ (فرانسوی: Longpont-sur-Orge‎؛ ‏تلفظ فرانسوی: [lɔ̃pɔ̃ syʁ ɔʁʒ] ()) یک کمون در دپارتمان اسون واقع در ایل-دو-فرانس در شمال فرانسه است. از سال ۱۹۵۴ تا ۱۹۶۲، یکی از خانه‌های این منطقۀ مسکونی، مرکز اجتماعی و یک محل تجمع اصلی هنرمندان سورئالیست در دوران پس از جنگ بود که پس از یک جدایی اجباری در طول جنگ، دوباره گرد هم آمدند. در میان هنرمندانی که به این ویلا واقع در پلاک ۲۷ خیابان دکتر داریه رفت و آمد داشتند، من ری، آنری ماتیس، مارسل دوشان، رولند پنروس، لی میلر و معمار بریتانیایی ماکسول فرای را می‌توان نام برد.
دفتر مرکزی بریکو دیپو، یک شرکت تابعه کینگ‌فیشر در لونپون-سور-اورژ قرار دارد.